# Karabin Zastava M76
M76 – samopowtarzalny karabin wyborowy produkowany przez jugosłowiańskie zakłady Zastava Arms (dawne zakłady Crvena Zastava).

## Historia konstrukcji
Do końca lat 60. podstawowymi karabinami wyborowymi Jugosłowiańskiej Armii Ludowej były powtarzalne M48 i M69. Na początku lat siedemdziesiątych postanowiono zastąpić je karabinem samopowtarzalnym.
Konstrukcję nowego karabinu postanowiono oprzeć na produkowanym w zakładach Crvena Zastava karabinie M64 (wersja licencyjna karabinu AK). Zmiany konstrukcyjne wynikały z przystosowania karabinu M76 do strzelania silnym nabojem karabinowym 7,92 × 57 mm Mauser. Nie wprowadzono natomiast większych zmian w sposobie działania automatyki. Zachowano także suwadło o dużej masie które zapewnia wysoką niezawodność broni, ale zmniejsza celność (M76 ma celność wyraźnie niższą niż inne, konstruowane od podstaw karabiny wyborowe).
Produkcję karabinu M76 rozpoczęto pod koniec lat siedemdziesiątych i w następnych latach stał się on podstawowym karabinem wyborowym armii jugosłowiańskiej. W następnych latach powstały także prototypowe wersje kalibru 7,62 × 54 mm R i 7,62 × 51 mm NATO jednak prawdopodobnie nie były one produkowane.
W czasie wojny w Bośni i Hercegowinie i innych konfliktów toczących się na terenie Jugosławii karabiny M76 były powszechnie używane przez wszystkie strony konfliktu. Obecnie jest nadal produkowany. Oprócz wersji M76 produkowana jest obecnie wersja M91 kalibru 7,62 × 54 mm R, wyposażona w kolbę wzorowaną na kolbie karabinu wyborowego SWD.

## Opis konstrukcji
Karabin Zastava M76 jest indywidualną bronią samopowtarzalną. Zasada działania oparta na wykorzystaniu energii gazów prochowych odprowadzanych przez boczny otwór lufy. Ryglowanie przez obrót zamka w lewo (dwa rygle). Mechanizm spustowy umożliwia strzelanie ogniem pojedynczym. Dźwignia bezpiecznika po prawej stronie komory zamkowej. Zasilanie z pudełkowych magazynków pojemności 10 naboi. Zasadniczym celownikiem jest celownik optyczny M76 o powiększeniu 4 × 24 o nastawach od 100 do 1200 m. W nocy można stosować pasywny celownik noktowizyjny o powiększeniu 5 × 80. Celownik optyczny i noktowizyjny jest mocowany na szynie znajdującej się po lewej stronie komory zamkowej. Otwarte przyrządy celownicze składają się z muszki i celownika krzywkowego (ze szczerbiną). Kolba stała, drewniana, wyposażona w gumowy amortyzator.